# GEOS (16비트 운영 체제)
GEOS는 컴퓨터 운영 환경, 그래픽 사용자 인터페이스 및 응용 소프트웨어 모음집이다. 이 응용 소프트웨어는 도스 기반 IBM 호환 PC에서 작동된다. 원래 PC/GEOS라는 이름으로 출시되었다. 이 패키지는 나중에 지오웍스 앙상블(GeoWorks Ensemble)로 바뀌었고, 그 후 뉴딜 오피스(NewDeal Office), 그리고 현재는 브레드박스 앙상블(Breadbox Ensemble)로 이름이 바뀌었다. 핸드헬드 플랫폼을 위한 버전도 출시되었다.
PC/GEOS는 버클리 소프트웍스가 처음 만들었다. 이 회사는 후에 지오웍스로 이름을 바꾸고, 버전 4.0은 2001년 브레드박스 컴퓨터가 개발하기 시작했고, 이름을 브레드박스 앙상블로 바꾸었다.
PC/GEOS는 같은 회사가 만든 8비트 GEOS랑 다른 운영 체제이다. 8비트 GEOS는 코모도어 64와 그 외 MOS 6502 칩셋과 호환되는 마이크로프로세서에서 작동한다.

## PC/GEOS

### 지오웍스 앙상블
1990년, 지오웍스는 IBM 호환 PC 시스템을 위한 GEOS를 내놓았다. 이 운영 체제는 PC/GEOS로 이름지어졌으며, 지오웍스 앙상블이라고도 불리었다. 이 운영 체제는 애플 II나 코모도어 64를 위해 개발된 8비트 GEOS랑 호환되지 않지만, 낮은 사양에서의 멀티태스킹 등 여러 가지 향상된 기능을 제공했다. 또한 어셈블리 언어로 바로 작성된 운영 체제라서, 당시 상당히 느렸던 윈도우 3.0보다 훨씬 나은 성능을 보여주었다. PC/GEOS는 "운영 체제"로 불리지만, 운영 체제를 로딩하려면 도스 소프트웨어가 필요하다.
GEOS는 여러 생산성 애플리케이션을 포함하고 있었고, 이 애플리케이션들은 Geo라는 앞글자를 붙이고 있었다. (GeoWrite, GeoDraw, GeoManager, GeoPlanner, GeoDex, GeoComm) 이 애플리케이션은 당시 여러 PC에도 탑재되었지만, GEM 같은 다른 그래픽 사용자 인터페이스 환경처럼 인기가 마이크로소프트 윈도우 보다 크지 못했다. 몇몇 사람들은 마이크로소프트가 지오웍스를 탑재하는 하드웨어 제조사들에게 MS-DOS를 제공하지 않는 등으로 위협을 가해서 지오웍스가 실패했다고도 한다.
1992년 12월, NEC과 소니는 CD 관리자라는 이름으로 지오웍스의 OEM 버전을 그들의 CD-ROM 플레이어에 번들로 제공했다.
지오웍스는 서드 파티 개발자들을 모집하려고 노력했지만, 매뉴얼만 1000 달러가 넘을 정도로 비쌌던 개발 킷의 가격과 어려운 프로그래밍 환경 때문에 실패했다. 지오웍스 앙상블 2.01가 출시된 이후에, 지오웍스는 데스크톱 버전의 지원을 중단하고, 핸드헬드 기기에 대한 개발에 집중한다.

### 뉴딜 오피스
새로운 버전의 PC/GEOS는 1990년대 후반에 뉴딜 사에서 "뉴딜 오피스"라는 이름으로 출시되었다. 이 프로그램은 윈도우 95나 윈도우 98을 쉽게 돌리지 못하는 i386, i486, 펜티엄 프로세서에서 시장을 형성하기 위해 출시되었다.

### 브레드박스 앙상블
최신 PC/GEOS 버전 4.x는 브레드박스라는 회사에서 출시된다. 이 프로그램은 웹 브라우저, 이메일, 위드 프로세서, 스프레드시트, 플랫 파일 데이터베이스, 그래픽 응용 소프트웨어 등을 포함한 생산성 및 인터넷 도구다. 뉴딜 사가 파산한 이우, 브레드박스는 지오웍스로부터 소프트웨어에 대한 권한을 매입했다.

### 버전
- 1990: OS/90 (베타 버전)
- 1990: 지오웍스 1.0
- 1991: 지오웍스 1.2
- 1992: 지오웍스 1.2 프로
- 1992: 지오웍스 DTP
- 1992: 지오웍스 CD 관리자
- 1993: 지오웍스 앙상블 2.0 (새로운 커널의 PC/GEOS 2.0)
- 1993: 지오퍼블리시 2.0
- 1994: 지오웍스 앙상블 2.01
- 1996: 뉴딜 오피스 2.2
- 1996: 뉴딜 오피스 2.5
- 1996: 뉴딜 퍼블리시 2.5 (셰어웨어 버전)
- 1997: 뉴딜 오피스 97
- 1998: 뉴딜 오피스 98
- 1999: 뉴딜 오피스 릴리즈 3
- 1999: 뉴딜 오피스 3.2
- 2000: 뉴딜 오피스 3.2d (독일어 패치)
- 2000: 뉴딜 오피스 2000 (새로운 커널의 PC/GEOS 3.0)
- 2000: GlobalPC용 뉴딜 오피스 2000
- 2001: 브레드박스 앙상블 베타 버전 4.0.1.1
- 2001: 브레드박스 앙상블 베타 버전 4.0.1.x
- 2002: 브레드박스 앙상블 풀 버전 4.0.2.0
- 2005/03 : 브레드박스 앙상블 버전 4.1.0.0
- 2005/11 : 브레드박스 앙상블 버전 4.1.2.0
- 2009/08 : 브레드박스 앙상블 버전 4.1.3.0

## GEOS-SC
GEOS-SC는 일본 휴대전화 시장을 위한 32비트 RISC-CPU 스마트폰 OS & GUI다. 이 버전은 1997년 출시되었다.